# Agustí Cabruja i Auguet
Agustí Cabruja i Auguet (* 1911 in Salt bei Girona; † 1983 in Mexiko-Stadt) war ein spanischer Schriftsteller und Journalist aus Katalonien.

## Leben
Agustí Cabruja i Auguet arbeitete zunächst als Journalist für die Tageszeitung L’Autonomista in Girona. Zudem war er  Mitarbeiter bei den Zeitschriften La Humanitat, La Campana de Gràcia sowie anderer Publikationen der republikanischen Presse. 
Während des spanischen Bürgerkrieges von 1936 bis 1939 war Cabruja i Auguet – als  ein aktives Mitglied der Esquerra Republicana de Catalunya (ERC) – Sekretär des Gouverneurs von Girona. Im Jahr 1939, kurz vor der Einnahme der Region Girona durch die faschistischen Truppen Francos, musste Cabruja i Auguet mit den Überresten des Ejército Popular de la República (der republikanischen Volksarmee) nach Frankreich fliehen. Nach der Internierung im Lager Argelès-sur-Mer emigrierte Cabruja i Auguet im Jahre 1942 nach Mexiko, wo er zuerst einen Laden betrieb und später als Lektor für den Verlag UTEHA arbeitete. Er veröffentlichte einige Gedichtsammlungen, Romane und Biografien und schrieb für die katalanischen Exil-Publikationen Pont Blau, La Nostra Revista, Quaderns de l’exili in Mexiko-Stadt.
Die Stadt Salt würdigte Agustí Cabruja i Auguet am 24. Februar 1984 für seine Verdienste um die Zweite Spanische Republik mit der Benennung einer Straße nach seinem Namen.

## Werke
- Ciudad de madera (1947)
- Terra Nostra (1946)
- Ona i ocell (1950)
- Raïm (1951)
- Les òlibes (1956)